# Diseñador de sonido
El diseñador de sonido es un profesional responsable del conjunto de músicas y sonidos que acompañarán una película, una representación teatral, una instalación o una presentación. Así mismo está entre sus funciones principales la manipulación de los diferentes sonidos y músicas para permitir que se adecúen a las necesidades del proyecto artístico en cuestión, siendo un proceso que requiere de consideraciones técnicas, funcionales y estéticas. En teatro, se integra dentro del equipo artístico, junto con el escenógrafo, diseñador de vestuario e iluminador, supeditando su trabajo a las indicaciones del director de escena. 
Sus funciones no deben confundirse con las del técnico de sonido, puesto que mientras el diseñador sonoro adapta los sonidos en un proceso creativo, el técnico de sonido realiza una función más técnica sin tener tanto peso estético.

## Funciones
Algunas de las funciones del diseñador de sonido son las siguientes:
- Selecciona los sonidos que determinarán el espectáculo marcando sus cualidades, origen, carácter y la tipología de las fuentes sonoras entre otros aspectos.
- Ordena los sonidos dotándolos de un diseño original con una estructura atemporal.
- Puede establecer el plan de trabajo a seguir para la materialización del diseño del sonido, creando un guion/libreto del sonido etc.
- Determina si se crearán sonidos originales o se utilizarán los sonidos preexistentes para hacer posible la materialización del diseño del sonido.
- Comprueba la composición de la música original y supervisa su grabación.
- Determina las ediciones y mezclas de los sonidos brutos para adaptarse al tipo de diseño de sonido.
- En algunas situaciones puede escoger el equipo de sonido que será utilizado para la materialización del sonido final en el espacio de la representación.[2]

## Aplicaciónes del diseño sonoro
El diseño sonoro se puede aplicar en los siguientes ámbitos:
- Cine y televisión: desde los efectos de sonido en una película de acción hasta el diseño ambiental en una serie dramática.
- Videojuegos: creación de sonidos interactivos que mejoran la experiencia del jugador.
- Realidad virtual y aumentada: desarrollo de paisajes sonoros inmersivos para ofrecer experiencias innovadoras.
- Publicidad: generación de efectos o pistas únicas que refuerzan mensajes publicitarios.[3]

## Diseñador de sonido en cine
En la industria cinematográfica de EE. UU., se llama Sound Designer al responsable de la planificación y realización de ciertos sonidos específicos de una película.
Walter Murch (originalmente montajista), fue el primero en ser denominado con este título, por su trabajo en la película Apocalypse Now de Francis Ford Coppola, en 1979. En este film fue el responsable del montaje y el trabajo meticuloso aplicado a la creación de las bandas de sonido, hizo que el director considerara que había aportado tanto al clima y la historia de la película, que no podía ser llamado solo "sonidista". En ciertas películas esta tarea queda a cargo del sound re-recording mixer o del supervising sound editor.
Ya en el campo concreto del mundo cinematográfico anglo-americano, algunos de los más reconocidos diseñadores de sonido (Sound Designers) son Walter Murch, Alan Splet, Gary Rydstrom, Randy Thom, Ben Burtt, Ren Klyce, David Farmer, Richard Beggs, Eugene Gearty, Christipher Scarabosio, Christopher Boyes, Ethan Van der Ryn, Dane A. Davis y Owe Svensson.

### Director de sonido en cine
En Argentina, el rol de diseñador de sonido es ocupado por el director de Sonido. Él es el encargado de todo el sonido de una película, con excepción de la música. Entre las tareas que realiza está la de coordinar el trabajo del sonidista y el microfonista (ambos trabajan en la captura de sonido directo durante el rodaje), los editores de diálogos, de ambientes (o atmósferas), de efectos, la grabación de sonorización (foley) y doblajes (ADR), así como también la grabación de ambientes adicionales. Finalmente es quien trabaja en conjunto con el operador de mezcla y el director de la película, decidiendo las cuestiones estéticas, formales, funcionales y espaciales de la película, sin perder de vista los estándares técnicos requeridos.

### Diseño sonoro
El concepto de Diseño sonoro suele ser utilizado para referirse al acto creativo de sugerir ideas para una obra cinematográfica, televisiva, teatral o multimedia. En esta línea, se suele pensar en el diseñador de sonido, como el creador estético de este elemento narrativo audiovisual.
En el significado de la palabra "Diseñador" encontraremos que diseñar se refiere a un proceso que implica Programar, Proyectar, Coordinar, Seleccionar y Organizar una serie de factores y elementos con miras a la realización de objetos. Algunos de estos pueden estar destinados a producir comunicación.
Por lo tanto, se puede afirmar que el diseño sonoro es la acción de Programar, Proyectar, Coordinar, Concebir, Seleccionar y Organizar una serie de armados sonoros en función de comunicar una idea, hacer verosímil un espacio virtual y trasmitir determinadas sensaciones al espectador de un producto audiovisual.
Es preciso resaltar que este proceso, requiere de consideraciones técnicas, funcionales y estéticas para lograr su cometido. Esto significa que si el registro sonoro durante el rodaje no es bueno, no arribaremos a un buen producto final y el diseño habrá fallado. Si el productor no invierte el dinero necesario para realizar el sonido de una película, el diseño estará limitado. Si en la mezcla final no se entienden los diálogos, el vuelo poético fracasó. Si una película está técnicamente perfecta, cumple con todos los estándares, pero no logró conmover al espectador o sacudirlo de la butaca, hay algo que se desperdició.
El Diseño Sonoro de un film debe comenzar con la escritura del guion, ser tenido en cuenta por el director a la hora de transponer la historia al guion cinematográfico, ser cuidado celosamente por el productor y los demás integrantes del equipo de rodaje, comenzar a concretarse en la edición de imagen y concluida por los postproductores de sonido. Todas estas etapas son supervisadas y coordinadas por el director de sonido.
Los directores de sonido, más reconocidos de Argentina son Nerio Barberis (actualmente en México), José Luis Díaz, Guido Berenblum, Leandro de Loredo, Martin Grignaschi y Federico Esquerro. En España Marc Sardà, Jaime Aroca y Álex Rocasolano entre otros.[cita requerida]